# WorldView-4
WorldView-4, ранее известный как GeoEye-2, представитель планового третьего поколения коммерческих спутников наблюдения за Землёй. Космический аппарат эксплуатируется компанией DigitalGlobe. Максимальное разрешение телескопа GeoEye Imaging System-2, установленного на этом спутнике составляет 31 см (12 дюймов), и оно такое же как у аппарата WorldView-3; это максимальное разрешение, которое было возможно обеспечить на момент его запуска.

## История
Работа над GeoEye-2 началась в октябре 2007 года, когда коммерческая компания GeoЕye, выбранная ITT Corporation начала работу над элементами длительного пользования для спутниковой фотокамеры. В марте 2010 года, первоначальный контракт на строительство корабля был заключён с Lockheed Martin Space Systems, которая ранее построила фотографирующий спутник IKONOS. Ранее, GeoEye-2 планировалось запустить в конце 2012 года. Разработка предварительного дизайна аппарата была завершена в ноябре 2010 года, а критический анализ проекта был завершен в июне 2011 года.
Lockheed Martin подписал контракт с ITT Corporation в августе 2010 года для продолжения работы над системой камеры. Критический анализ проекта был завершён в марте 2011 года. Затем система была поставлена в Lockheed в апреле 2012 года, и была сопряжена с космической платформой уже через месяц.
Компания DigitalGlobe договорилась о покупке компании GeoEye в июле 2012 года, и они завершили слияние в январе 2013 года. В тот момент в каждой компании уже был свой спутник готовый к запуску: Worldview-3 и GeoEye-2. Поскольку WorldView-3 имел несколько коротковолновых инфракрасных каналов, кроме стандартных панхроматических и многоволновых каналов, компания решила приступить к его запуску и разместить Geoeye-2 на хранение.
В июле 2014 года компания DigitalGlobe объявила, что аппарат GeoEye-2 был переименован в WorldView-4 , чтобы лучше соответствовать брендингу компании. Запуск спутника был запланирован на середину 2016 года. Общая стоимость космического аппарата, включая страхование и запуск, оценивается в 835 миллионов долларов США.

## Запуск
Запуск WorldView-4 первоначально был запланирован на 18 сентября 2016 года на авиабазе Ванденберг с космического стартового комплека SLC-3 на борту ракеты Атлас V версии 401, серийный номер AV-062 (это та самая ракета, которая была приготовлена для запуска миссии на Марс InSight Марс, но была отложена до 2018 года), под управлением United Launch Alliance.; одновременно с WorldView-4 было запланировано вывести на орбиту ещё 7 спутников (RAVAN, U2U, Aerocube 8C (IMPACT C), Aerocube 8D (IMPACT D), Prometheus 2.1, Prometheus 2.2, CELTEE 1). 
Запланированный на воскресенье запуск был снова отменен, из-за пожара на базе, и отложен до 20 сентября. 
Затем старт был снова перенесен на октябрь (без определения даты), из-за лесного пожара Южном участке Ванденберг. 
Затем запуск был перенесён на 6 ноября, на 18:30 UTC. 
Следующий перенос запуска на 11 ноября 17:30 UTC произошёл из-за неполадок РН Атлас-5.
Запуск был произведён ракетой-носителем Атлас-5 с разгонным блоком Центавр с пускового комплекса SLC-3 космодрома Базы Вандерберг.
Вывод спутника WorldView-4 на орбиту произошёл примерно на 20 минуте после запуска ракеты-носителя. Отделение первых 4 Кубсатов от разгонного блока Центавр произошло примерно через 2 часа 12 минут после старта ракеты-носителя; после этого через 3 минуты на орбиту из разгонного блока были вытолкнуты ещё 2 кубсата; затем ещё через 7 минут — седьмой кубсат.

## Инструмент
Телескоп, установленный на спутнике, называется GeoEye Imaging System-2, его зеркало имеет диаметр 1,1 м; он разработан и построен в ITT Corporation. Способен создавать фотографии в панхроматичесом спектре в высоком разрешении, составляющем 0,31 метра на пиксель, а также производить многоспектральную съёмку в разрешении 1,24 м на пиксель. Мультиспектральные изображения делаются в красном, зеленом, синем и ближнем инфракрасном диапазоне.

## Поломка
7 января 2019 года корпорация Maxar Technologies, подразделением которой является компания DigitalGlobe, опубликовала пресс-релиз, сообщающий о поломке спутника WorldView-4. Причиной происшествия стал выход из строя системы гироскопов, используемых для ориентации аппарата. Несмотря на то, что предпринимаются попытки восстановить управление аппаратом, компания признала, что вероятнее всего спутник WorldView-4 не удастся вернуть в строй.  Весной 2019 года компания Maxar Technologies объявила, что получила полную страховую выплату в размере 183 миллионов долларов США.